# 步兵第18聯隊

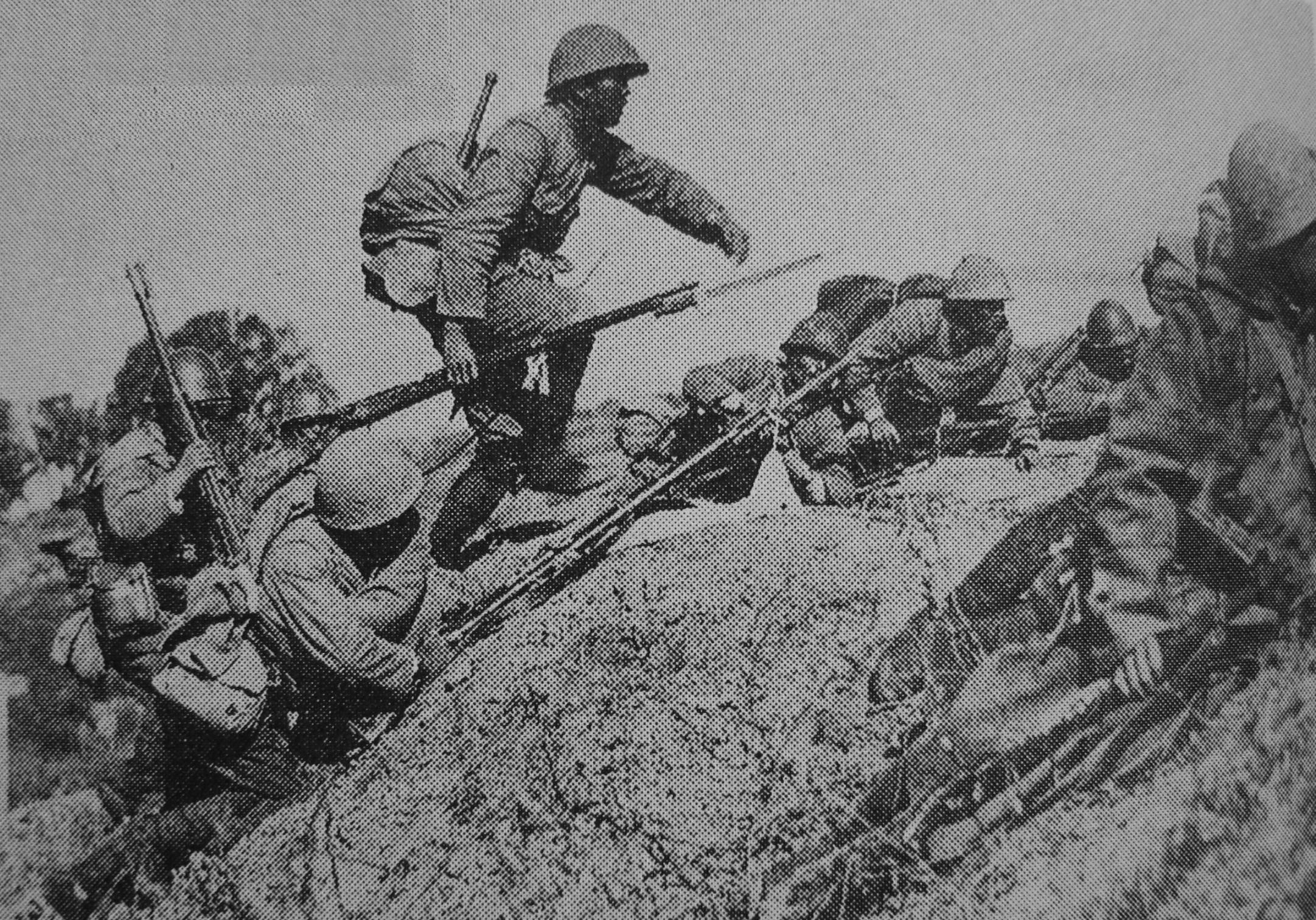
1937年、參加上海地區戰鬥時之步兵第18聯隊

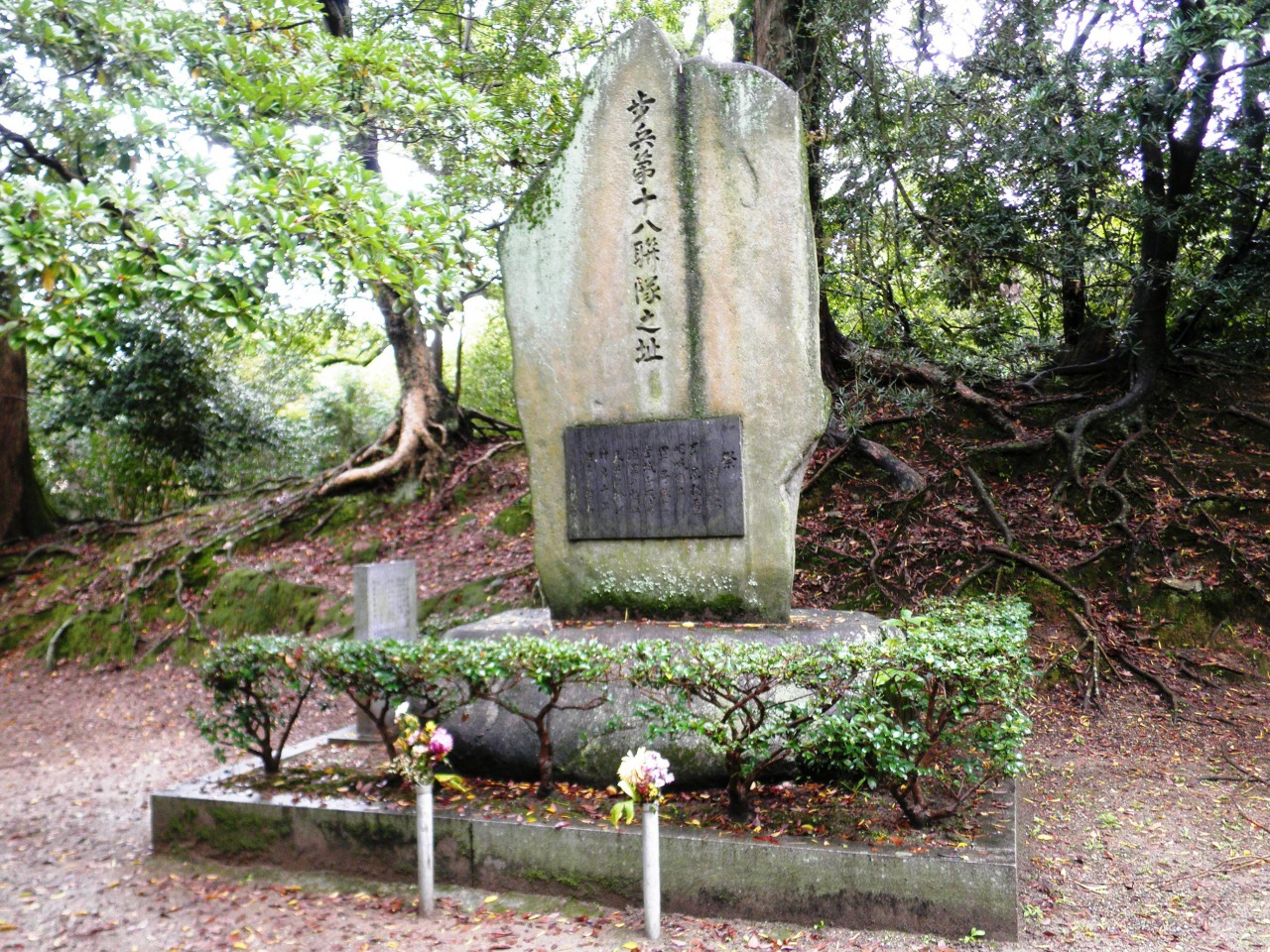
豐橋公園內步兵第十八聯隊之址碑

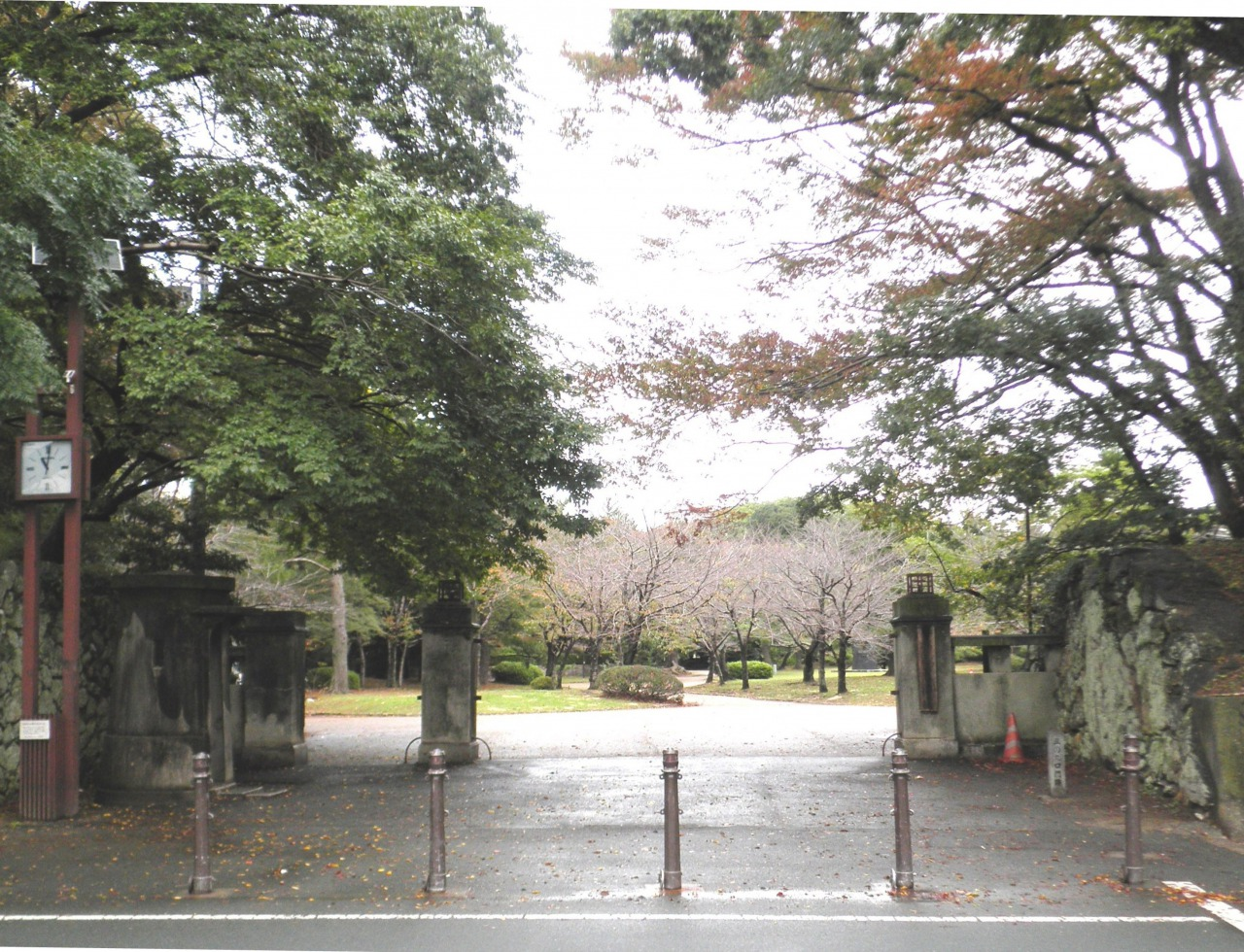
步兵第18聯隊營門遺跡（現豐橋公園正門）。大門向左手方為現存哨舎。

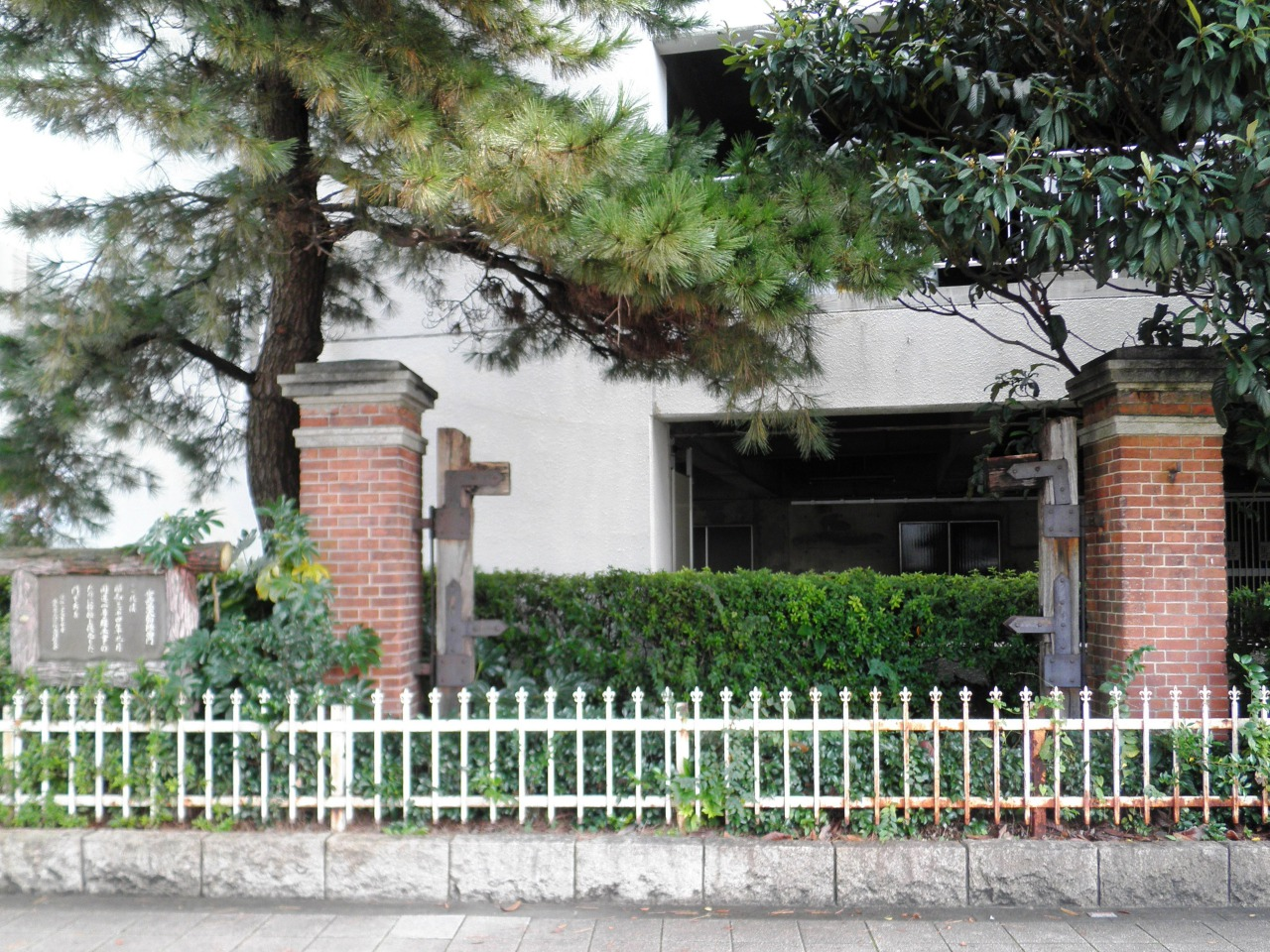
步兵第18聯隊西門。因1959年國道1號線工事之故，移轉復原於現在豐橋市役所立體停車場邊。以前木製門扉還存在，不過現在已沒有了。

步兵第18聯隊（ほへいだい18れんたい、歩兵第十八聯隊）為大日本帝國陸軍聯隊之一。

## 沿革
- 1884年（明治17年） - 於名古屋設置了第1至第3大隊，至1886年（明治19年）移駐豐橋。

8月15日 -拝受軍旗。
- 1888年（明治21年）5月 - 第3師團創設
- 1894年（明治27年） - 參加日清戰爭。
- 1904年（明治37年） - 參加日俄战争。
- 1907年（明治40年） - 從所屬第3師團變更至15師團。
- 1925年（大正14年） - 依宇垣裁军第15師團廢止，復歸第3師團。
- 1928年（昭和3年）5月 - 濟南事件出動、駐屯天津。
- 1933年（昭和8年）2月 - 參加熱河作戰。
- 1934年（昭和9年） - 駐紮滿洲。大場榮於聯隊所在地豐橋市加入聯隊，後與部隊一同被派往滿洲國屯駐。
- 1936年（昭和11年） - 歸還。
- 1937年（昭和12年）8月 - 動員下令、從上海登陸參加南京戰役。
- 1938年（昭和13年） - 參加漢口作戰。
- 1939年（昭和14年） - 參加贛湘會戰。
- 1940年（昭和15年） - 參加宜昌作戦、長沙作戰、漢水作戰等戰役。
- 1942年（昭和17年）7月 - 所屬從第3師團變更至第29師団，駐屯奉天省海城。
- 1944年（昭和19年）2月 - 下令動員

3月 - 進駐塞班岛時、於2月29日下午1500左右、在塞班島附近的美軍潛艇「鱒魚號(Trout)」射出的魚雷擊沈日軍人員運輸艦「崎戶丸(Sakito Maru)」，聯隊長以下2200名死亡、約1800名登陸。
5月 - 移駐關島。約1200名移駐關島，遺留約600名在塞班島。
7月21日 - 美軍登陸開始，聯隊主力駐守Mankan山、各中隊在美軍登陸之重要地點配置並進行激烈戰鬥。
7月25日 - 經師團長許可奉燒軍旗，之後經夜間戰鬥後聯隊長以下大部分戰死。

## 歷任聯隊長
| 任 | 姓名       | 在任期間               | 備考                             |
| -- | ---------- | ---------------------- | -------------------------------- |
| 1  | 福原豐功   | 1884.6.2 - 1888.9.13   | 中佐、1887.11.大佐               |
| 2  | 小林師現   | 1888.9.14 - 1889.7.25  | 中佐                             |
| 3  | 小島政利   | 1889.8.12 - 1891.10.29 | 中佐                             |
| 4  | 佐藤正     | 1891.10.29 -           | 中佐、1892.11.大佐、1895.3.4戰傷 |
| 5  | 渡邊章     | 1895.3.7 - 1897.10.11  | 中佐                             |
| 6  | 摺澤静夫   | 1897.10.11 - 1900.4.25 | 中佐                             |
| 7  | 石原應恒   | 1900.4.25 - 1905.2.6   | 中佐、1901.11.大佐               |
| 8  | 渡敬行     | 1905.2.7 -             | 中佐                             |
| 9  | 谷岡瑞     | 1906.6.28 -            |                                  |
| 10 | 井野口春清 | 1907.2.13 - 1912.3.5   | 中佐、1907.11.大佐               |
| 11 | 権藤傳次   | 1912.3.6 -             |                                  |
| 12 | 奥田為熊   | 1916.8.24 -            |                                  |
| 13 | 佐久間五郎 | 1918.11.20 -           |                                  |
| 14 | 高島彌之助 | 1922.8.15 -            |                                  |
| 15 | 蟹江冬藏   | 1927.3.5 -             |                                  |
| 16 | 佐佐木到一 | 1930.8.1 - 1932.2.23   |                                  |
| 17 | 篠原三郎   | 1932.2.29 -            |                                  |
| 18 | 田村元一   | 1933.3.18 -            |                                  |
| 19 | 中澤三夫   | 1936.3.7 -             |                                  |
| 20 | 塩澤清宣   | 1937.8.2 -             |                                  |
| 21 | 石井嘉穗   | 1937.8.14 -            |                                  |
| 22 | 高野直滿   | 1939.3.9 -             |                                  |
| 23 | 石井信     | 1940.12.2 -            |                                  |
| 24 | 門間健太郎 | 1943.6.10 - 1944.2.29  | 戰死                             |
| 末 | 大橋彦四郎 | 1944.3.28 - 7.25       | 戰死                             |

## 關連項目
- 大日本帝國陸軍聯隊列表
- 豐橋公園(豊橋公園、愛知縣豐橋市)–步兵第18連隊之舊址。
- 大場榮